# Acanthixalus sonjae
Acanthixalus sonjae es una especie de anfibio anuro de la familia Hyperoliidae. Se distribuye por el sur de Costa de Marfil, el sudoeste de Ghana y posiblemente Liberia. Habita bosques tropicales o subtropicales secos primarios o secundarios y a baja altitud. La principal amenaza a su conservación es la deforestación.